# بیلی بروئر (بازیکن فوتبال)
بیلی بروئر (انگلیسی: Billy Brewer; ۱۹ مهٔ ۱۸۹۳ – ۱۳ نوامبر ۱۹۱۴) بازیکن فوتبال بود.